# Cayo Elbow
El Cayo Elbow (en inglés: Elbow Cay) es un cayo largo de seis millas de las islas Ábaco en las Bahamas. Originalmente poblada por británicos leales que huían de la recién independizada nación de Estados Unidos de América en 1785, que sobrevivieron con la pesca, la construcción de barcos y salvamento. Su principal localidad es Hope Town que rodea un puerto protegido con un faro construido en 1863.
Hopetown es el asentamiento más grande que contiene varias tiendas de comestibles, propiedades para el alquiler y restaurantes.